# Taenaris ternatana
Taenaris ternatana är en fjärilsart som beskrevs av Hans Fruhstorfer 1909. Taenaris ternatana ingår i släktet Taenaris och familjen praktfjärilar. Inga underarter finns listade i Catalogue of Life.